# Лунино (Гвардейский район)
Лунино (до 1946 года Сандиттен (Sanditten) — посёлок в Гвардейском городском округе Калининградской области. Входит в состав Зоринского сельского поселения.

## История
С 1552 года деревня Сандиттен принадлежала знатному роду Шлибенов. В начале XVIII века граф Георг Кристоф фон Шлибен обустроил усадьбу с барским домом в стиле барокко. В 1830 году здание было перестроено в стиле классицизма. В усадьбе не раз останавливались прусские короли. Имение было разграблено русскими войсками во время обеих мировых войн. В конце 1940-х годов здесь был лагерь для военнопленных. В 1951 году усадебный дом был уничтожен.
Один из владельцев усадьбы, Леопольд фон Шлибен, был военным министром Фридриха Великого. Его дочь Фридерика (1757—1827) вышла замуж за генерала русской службы — принца Зондербург-Глюксбурского. Их внук взошёл на датский престол под именем Кристиана IX и был дедом русского царя Николая II (и прапрадедом Елизаветы II).

## Население
| 2010 |
| ---- |
| 146  |

Численность населения — 146 человек (2010).

## Галерея
- Руины кирхи Ленгветена (2025 год)